# Norman Blackburn
Norman Blackburn (* 27. Mai 1930 in Huddersfield; † 24. Mai 2018) war ein britischer Mathematiker, der sich mit Gruppentheorie und speziell endlichen Gruppen befasste.
Blackburn wurde 1957 bei Philip Hall an der Universität Cambridge (Trinity College) promoviert (Problems on the Theory of Finite Groups of Prime-Power Order).  Ab 1958 war er Lecturer an der Victoria University of Manchester. 1965 bis 1975 war er Professor an der University of Illinois in Chicago und ab 1975 Fielden Professor an der Universität Manchester.
Er war Anfang der 1980er Jahre Ko-Autor des zweiten und dritten Bandes der Monographie über endliche Gruppen von Bertram Huppert (der erste Band erschien 1967).
1978 erhielt er einen Master of Science ehrenhalber der Universität Manchester.

## Schriften
- Enumeration of Finite Groups, Cambridge Tracts in Mathematics 173, Cambridge University Press 2007
- Finite Groups of Automorphisms, London Mathematical Society Lecture Note Series, 1969
- mit Bertram Huppert: Finite Groups, Band 2, 3, Grundlehren der mathematischen Wissenschaften, Springer 1981, 1982